# داريوش مصطفوي
داريوش مصطفوي (مواليد 8 سبتمبر 1944) في العاصمة الإيرانية طهران، هو لاعب ومدرب كرة قدم إيراني سابق، شارك مع منتخب بلاده في دورة الألعاب الصيفية الأولمبية التي استضافتها العاصمة اليابانية طوكيو سنة 1964م، كما لعب مع نادي تاج الإيراني وبرسبوليس وفريق ملي.